# 佐原站
佐原站（日语：／ Sawara eki */?）是位於千葉縣香取市佐原，屬於東日本旅客鐵道（JR東日本）的成田線車站。鹿島線的列車會駛入此站，因此本站實際上有2路線3方向的列車在此停靠。而鹿島線在路線名稱上是以東邊的香取站作為起點。

## 歷史

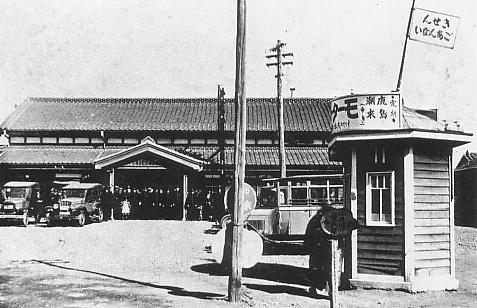
1935年的佐原站

- 1898年（明治31年）2月3日：成田鐵道（第一代）滑河站至此站之間開通，車站啟用[1]。為旅客和貨物車站。
- 1920年（大正9年）9月1日：成田鐵道被國有化（日语：鉄道敷設法），成為國有鐵道車站[1]。
- 1931年（昭和6年）11月10日：此站至笹川站之間開通[1]。
- 1984年（昭和59年）2月1日：結束貨物起卸業務。
- 1987年（昭和62年）4月1日：伴隨國鐵分割民營化，車站由東日本旅客鐵道（JR東日本）營運[1]。
- 2007年（平成19年）：在「千葉地方旅遊活動」下，車站大樓進行翻新[2]。
- 2009年（平成21年）3月14日：此站開始可以使用IC卡「Suica」[3]。成為東京近郊區間範圍內[3]。
- 2011年（平成23年）6月：第2代車站大樓開始使用[4]。
- 2015年（平成27年）9月：佐原站前廣場的工程完成，於車站周邊分散的巴士站集中在站前。

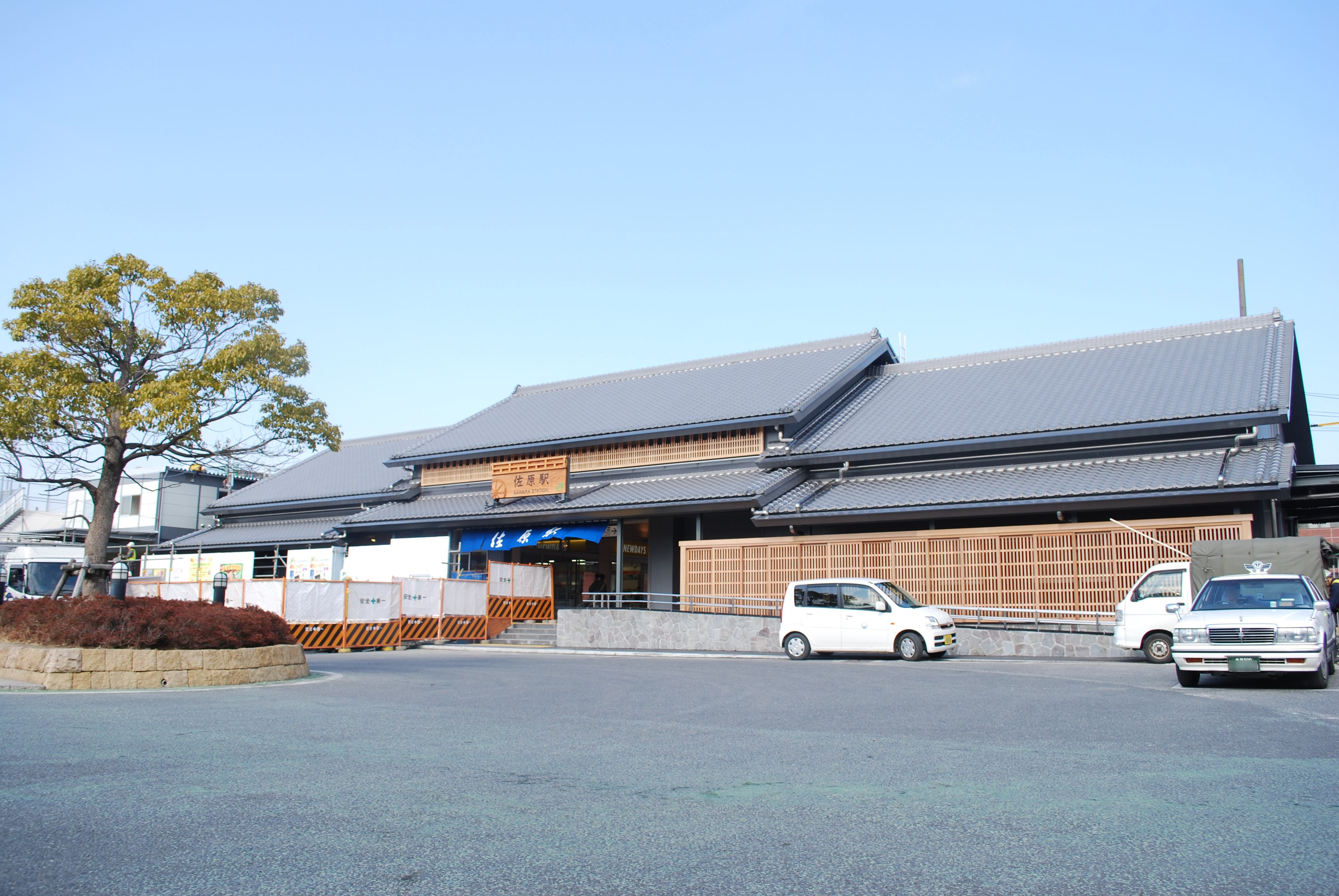
進行工程中的新站房（2011年2月）

## 車站構造

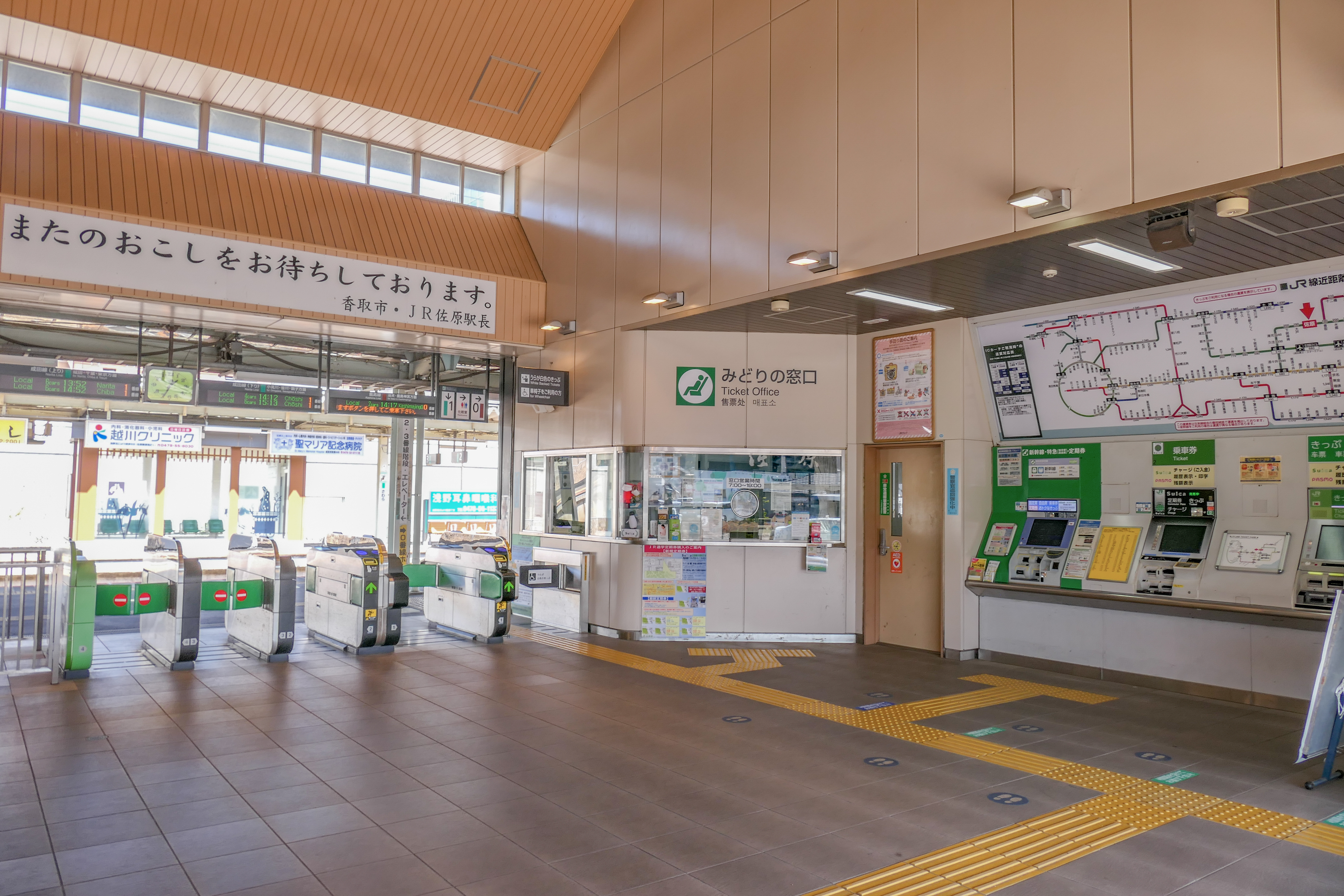
驗票閘口（2022年4月）
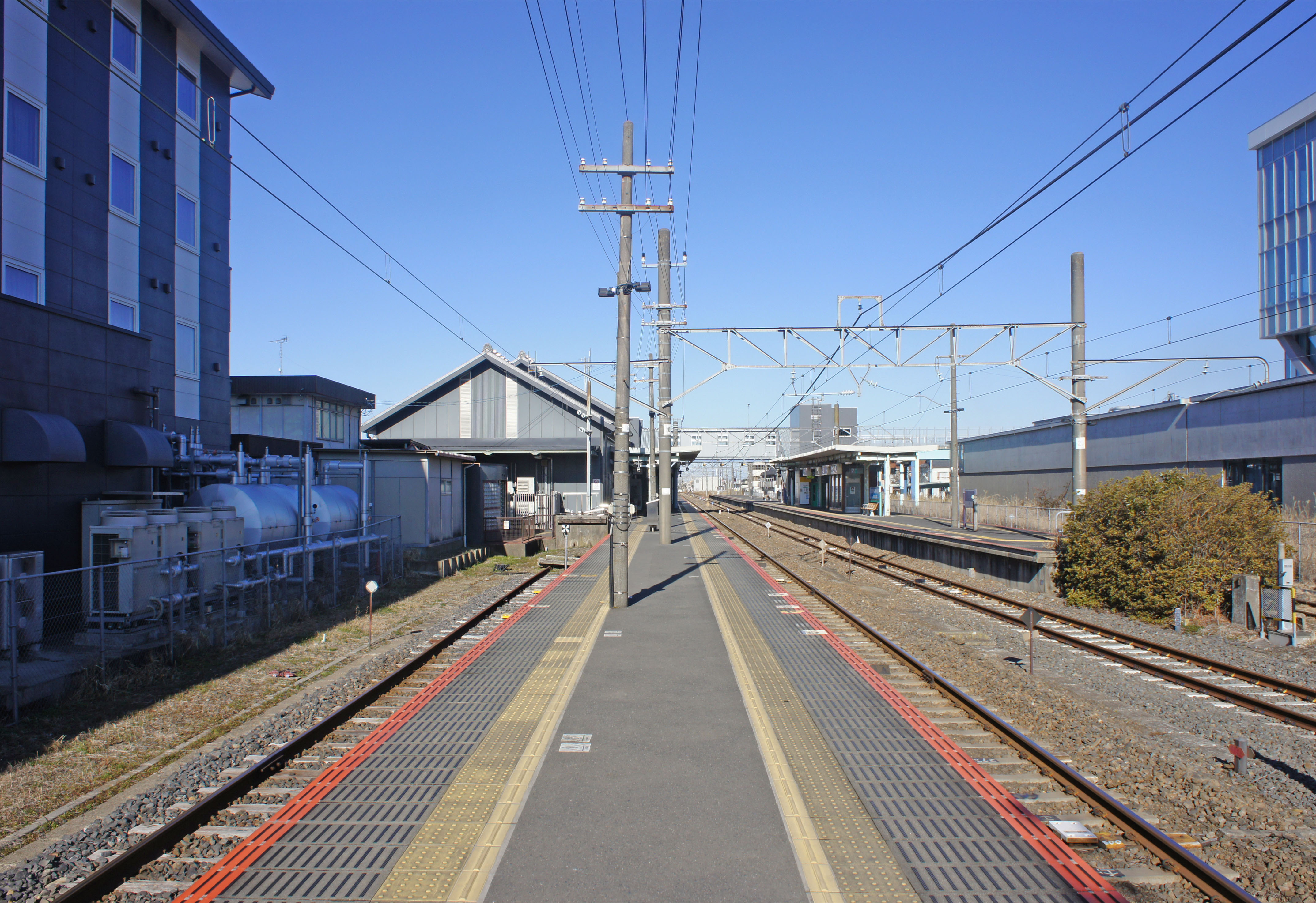
0號與1號月台（2022年2月）
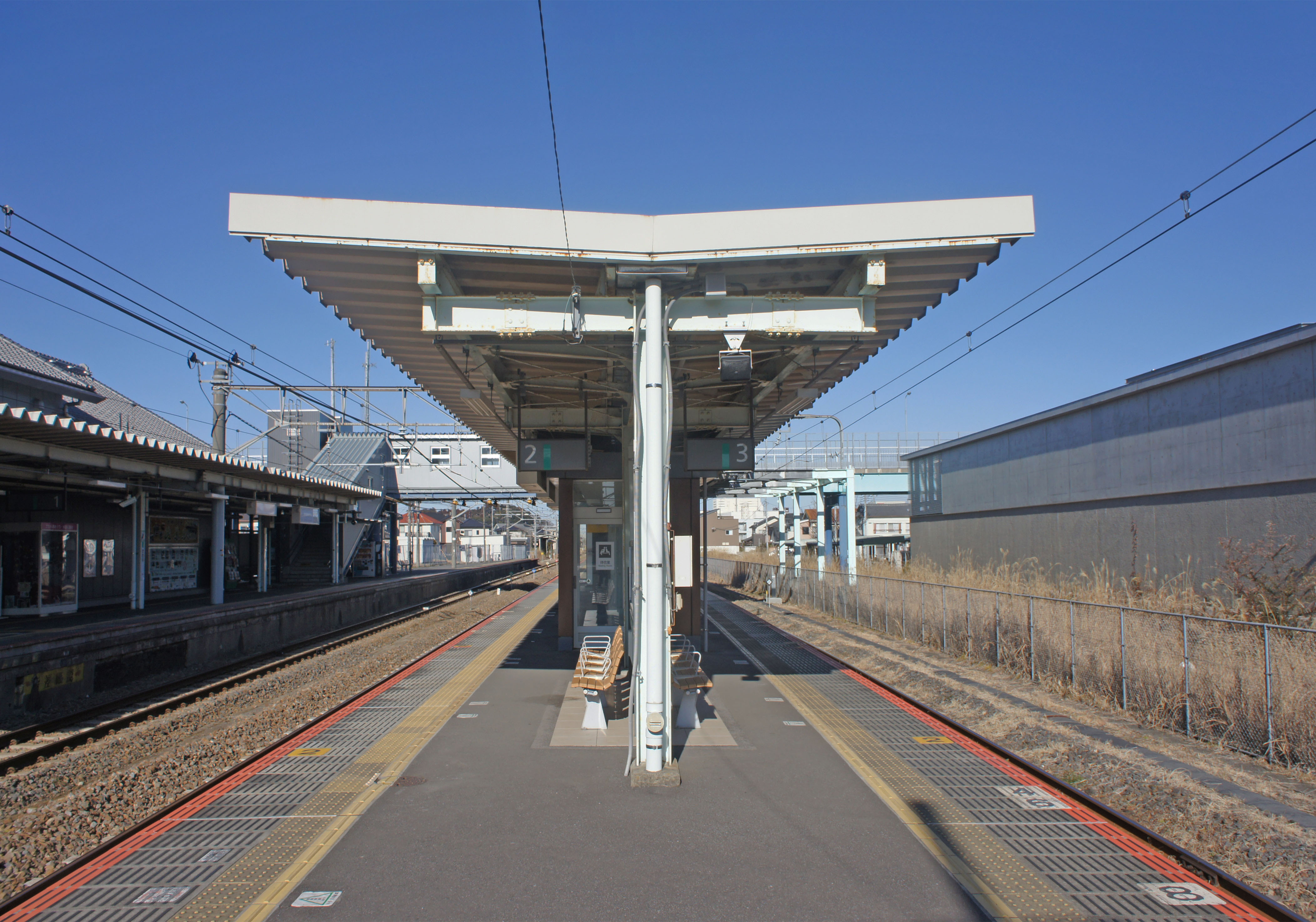
2號與3號月台（2022年2月）
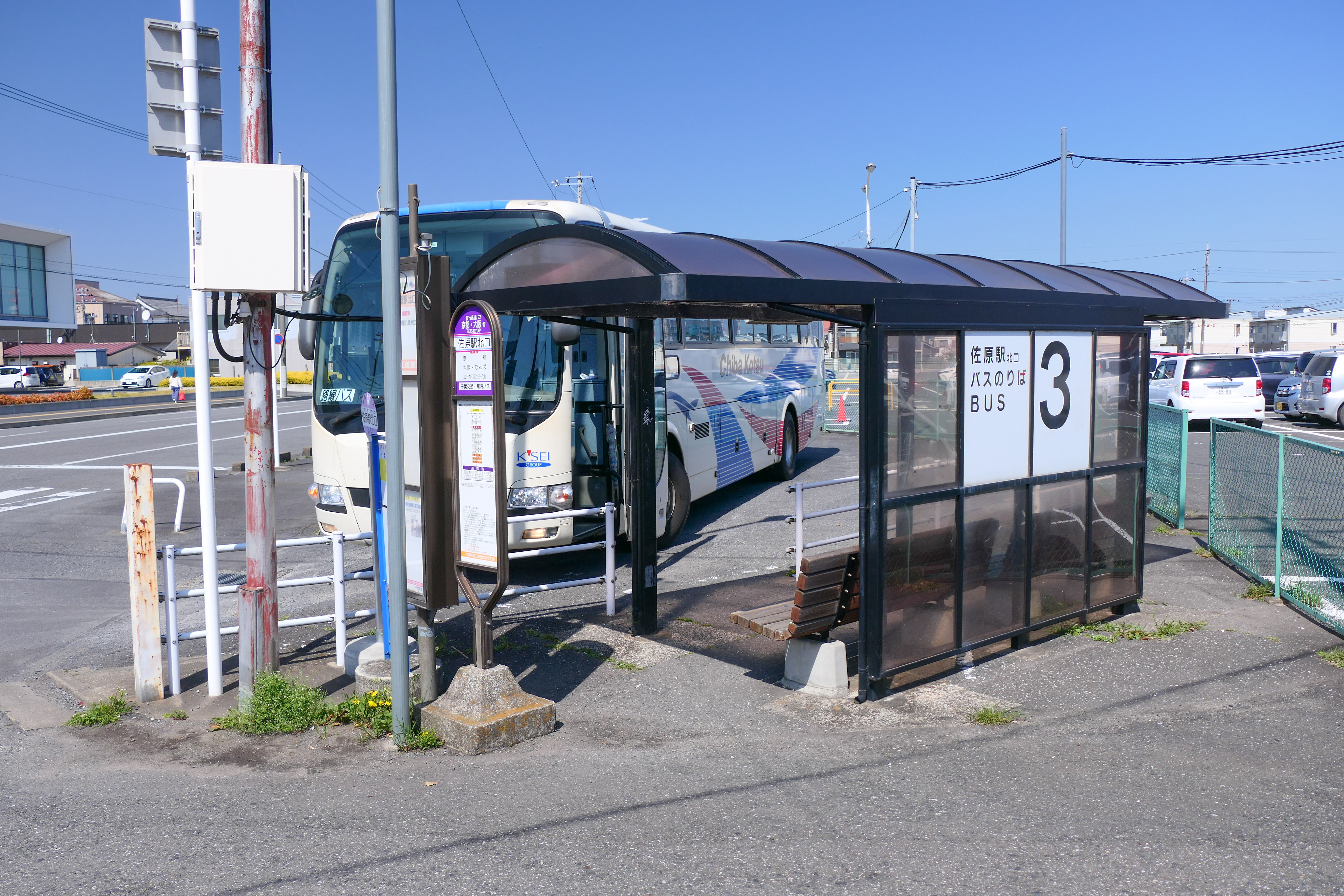
車站北邊的公車站（2022年4月）
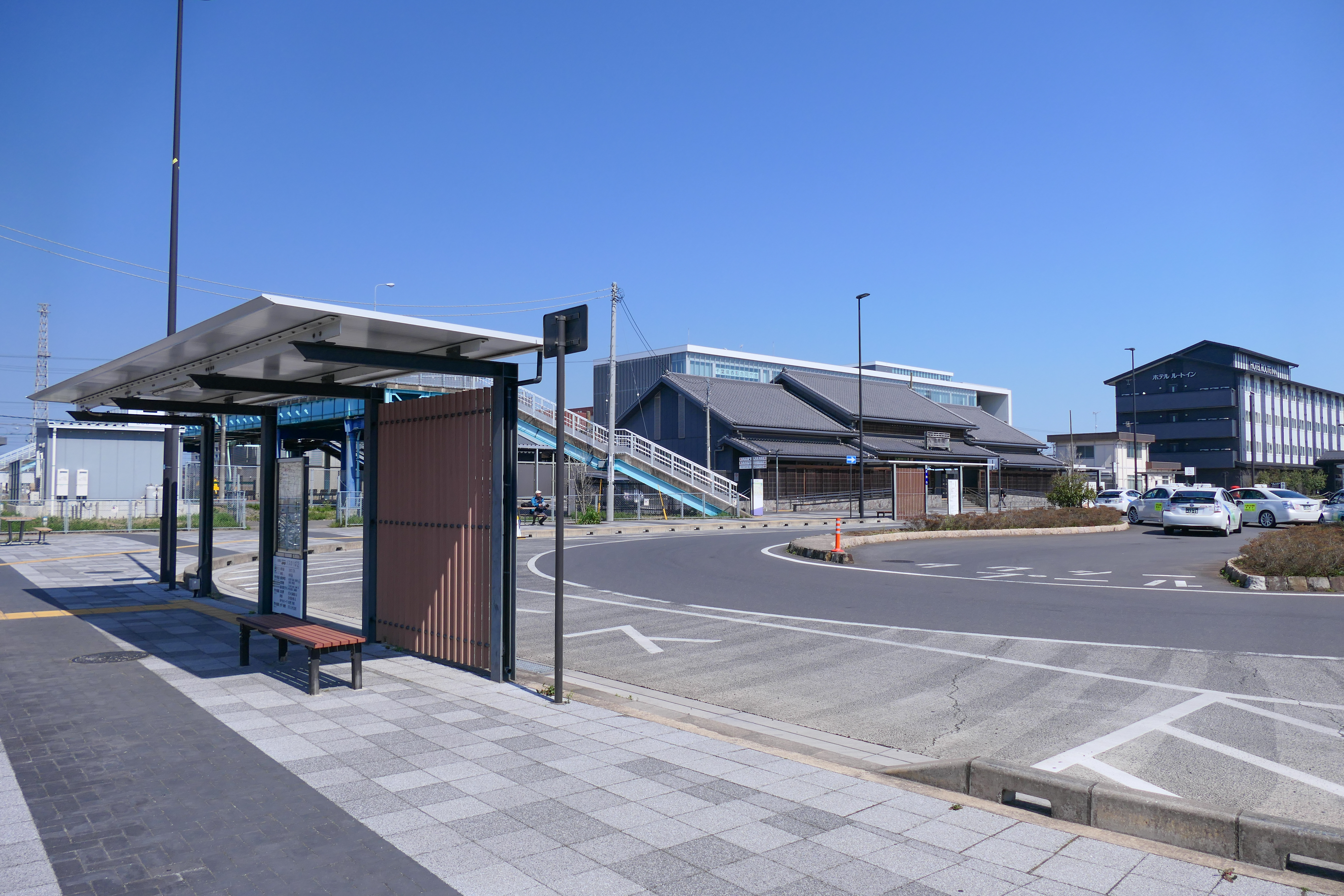
車站南邊的公車站（2022年4月）
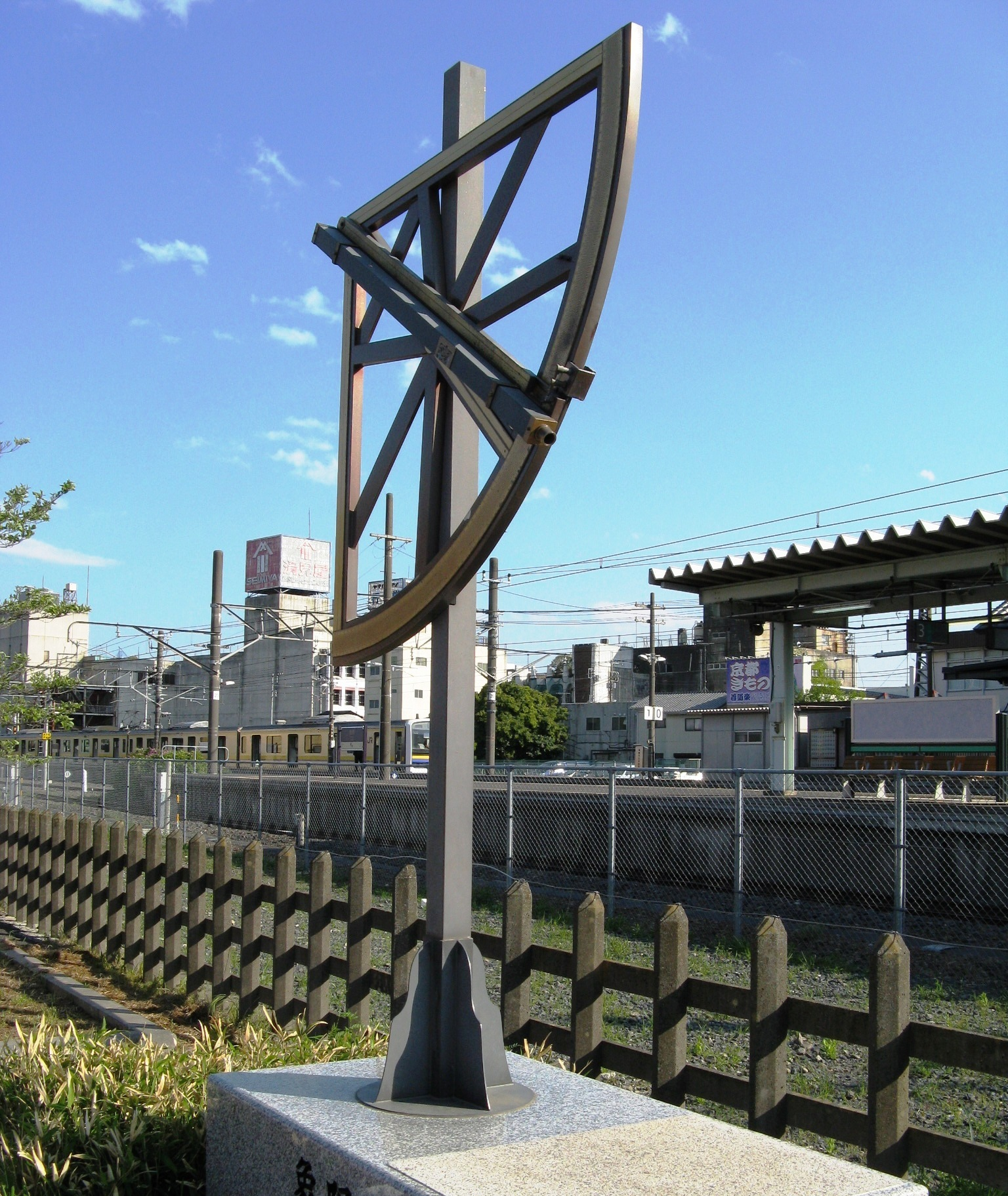
象限儀複製品（位於佐原站北出口附近）

此站是地面車站，設有1面1線的單式月台（鄰接站房的1號月台）、1面2線的島式月台（2號與3號月台）和1線的缺角式月台（0號月台，位於單式月台西南方靠近香取一方），共有2面4線的月台。兩月台之間透過跨線橋連接。
此站是直營車站和管理車站，並負責管理成田線大戶站至下總橘站之間的各站及鹿島線十二橋站。站內設有綠色窗口（營業時間：6時30分至20時）、指定席售票機和支援Suica的自動閘機。
本站的站房在2011年2月起開始使用，其內部設有NewDays和觀光交流中心。在2015年站前廣場落成啟用，站前廣場是以佐原之街並作為主題（和風）。車站北邊沒有閘口，南邊的站前廣場處則設有行人天橋前往車站北邊。

### 月台
| 月台    | 路線    | 上下行         | 方向         | 備註                     |
| ------- | ------- | -------------- | ------------ | ------------------------ |
| 0       | ■鹿島線 | -              | 鹿島神宮方向 | 只限從此站出發的列車使用 |
| 1、2、3 | ■鹿島線 | -              | 鹿島神宮方向 |                          |
| ■成田線 | 上行    | 成田、千葉方向 |              |                          |
| ■成田線 | 下行    | 銚子方向       |              |                          |

參考
- 在不需要列車交會時，基本上列車使用1號月台。
- 在兩列停靠列車進行列車交會時，下行列車會使用2、3號月台，上行列車會使用1號月台。
- 在停靠列車和通過列車進行列車交會時，通過列車會使用1號月台，停靠列車會使用2、3號月台。
- 0號月台不可連接成田方向路軌，原則上只用作鹿島線折返列車使用。

| 運輸編號 | 月台 | 可容納車廂 | 銚子、鹿島神宮方向到發 | 千葉方向到發 | 備註       |
| -------- | ---- | ---------- | ---------------------- | ------------ | ---------- |
| 0        | 0    | 4卡車廂    | 可到達或出發           | 不可         |            |
| 1        | 1    | 11卡車廂   | 可到達或出發           | 可到達或出發 | 上下主本線 |
| 2        |      | 11卡車廂   | 可到達或出發           | 可到達或出發 |            |
| 3        |      | 11卡車廂   | 可到達或出發           | 可到達或出發 |            |

- 此站設有一線通過（日语：一線スルー）結構，主本線可用作到發或通過。
- 在晚間，1、3號月台設有普通列車停泊。0號月台也可用作列車停泊。
- 當貨物列車進行列車交會時，會快用1、2號月台，這是由於這些路軌可容納較長車廂。

* 參考資料：「JR東日本全線【決定版】鉄道地図帳」 第4卷 「水戶、千葉分社管內編」 《學研》 2010年3月

## 使用狀況
在2019年（令和元年）度1日平均乘車人次為3,090人，以下為乘車人次變化列表：
| 乘車人次變化       | 乘車人次變化     | 乘車人次變化 |
| 年度               | 1日平均 乘車人次 | 參考資料     |
| ------------------ | ---------------- | ------------ |
| 1990年（平成02年） | 5,016            | [ * 1 ]      |
| 1991年（平成03年） | 5,083            | [ * 2 ]      |
| 1992年（平成04年） | 5,211            | [ * 3 ]      |
| 1993年（平成05年） | 5,127            | [ * 4 ]      |
| 1994年（平成06年） | 5,030            | [ * 5 ]      |
| 1995年（平成07年） | 4,846            | [ * 6 ]      |
| 1996年（平成08年） | 4,783            | [ * 7 ]      |
| 1997年（平成09年） | 4,517            | [ * 8 ]      |
| 1998年（平成10年） | 4,223            | [ * 9 ]      |
| 1999年（平成11年） | 4,137            | [ * 10 ]     |
| 2000年（平成12年） | 3,974            | [ * 11 ]     |
| 2001年（平成13年） | 3,884            | [ * 12 ]     |
| 2002年（平成14年） | 3,704            | [ * 13 ]     |
| 2003年（平成15年） | 3,516            | [ * 14 ]     |
| 2004年（平成16年） | 3,285            | [ * 15 ]     |
| 2005年（平成17年） | 3,211            | [ * 16 ]     |
| 2006年（平成18年） | 3,197            | [ * 17 ]     |
| 2007年（平成19年） | 3,172            | [ * 18 ]     |
| 2008年（平成20年） | 3,186            | [ * 19 ]     |
| 2009年（平成21年） | 3,119            | [ * 20 ]     |
| 2010年（平成22年） | 3,060            | [ * 21 ]     |
| 2011年（平成23年） | 3,071            | [ * 22 ]     |
| 2012年（平成24年） | 3,117            | [ * 23 ]     |
| 2013年（平成25年） | 3,108            | [ * 24 ]     |
| 2014年（平成26年） | 3,056            | [ * 25 ]     |
| 2015年（平成27年） | 3,126            | [ * 26 ]     |
| 2016年（平成28年） | 3,133            | [ * 27 ]     |
| 2017年（平成29年） | 3,127            | [ * 28 ]     |
| 2018年（平成30年） | 3,195            | [ * 29 ]     |
| 2019年（令和元年） | 3,090            |              |

## 車站周邊

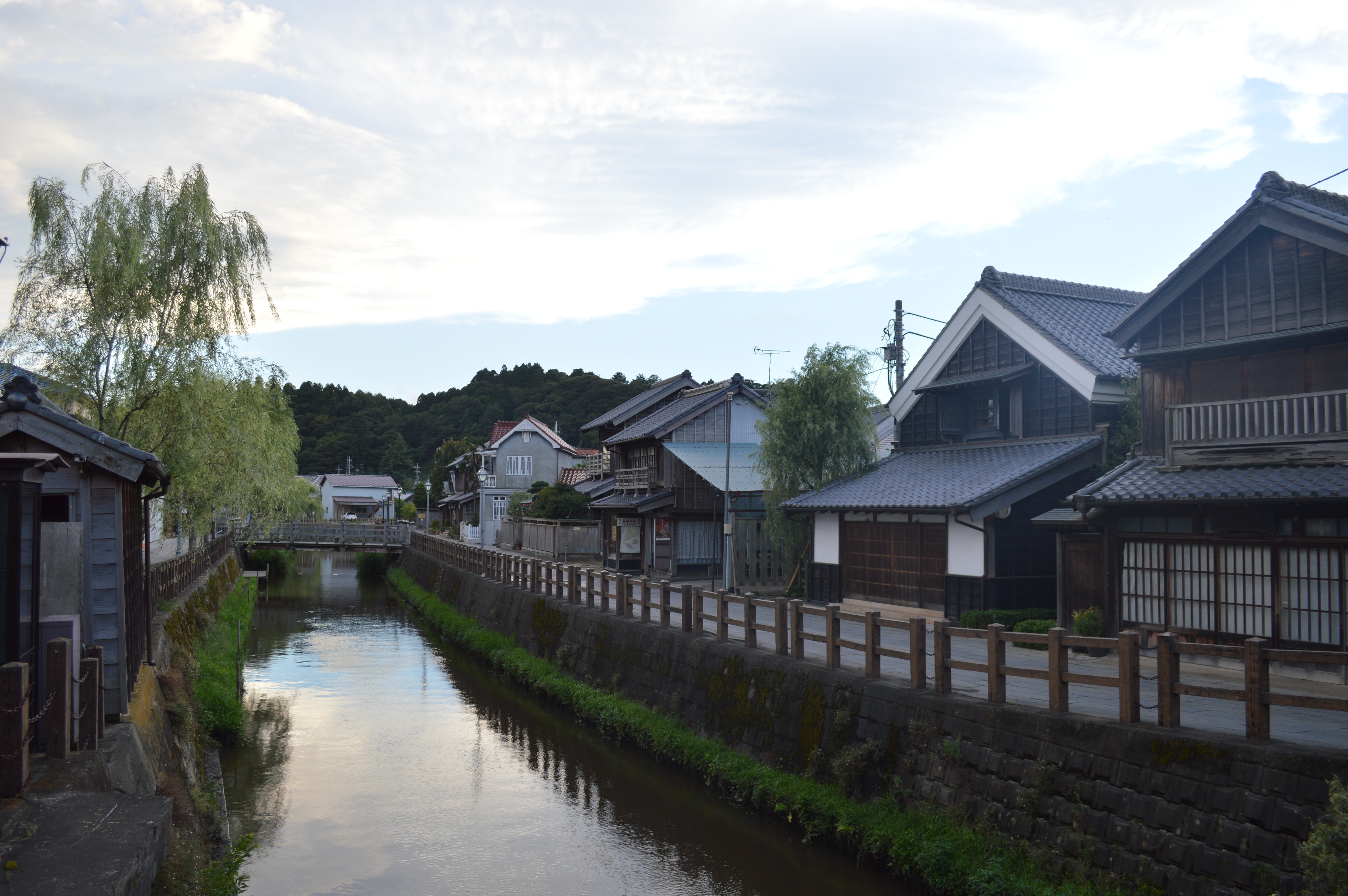
佐原之街並（重要傳統的建造物群保存地區）

此站位於佐原市區北邊。車站南邊的站前廣場附近和北出口均設有巴士站。另外，在香取市內設有香取站，但是香取市的代表車烘是此站。同時最接近佐原重要傳統的建造物群保存地區。

### 南邊

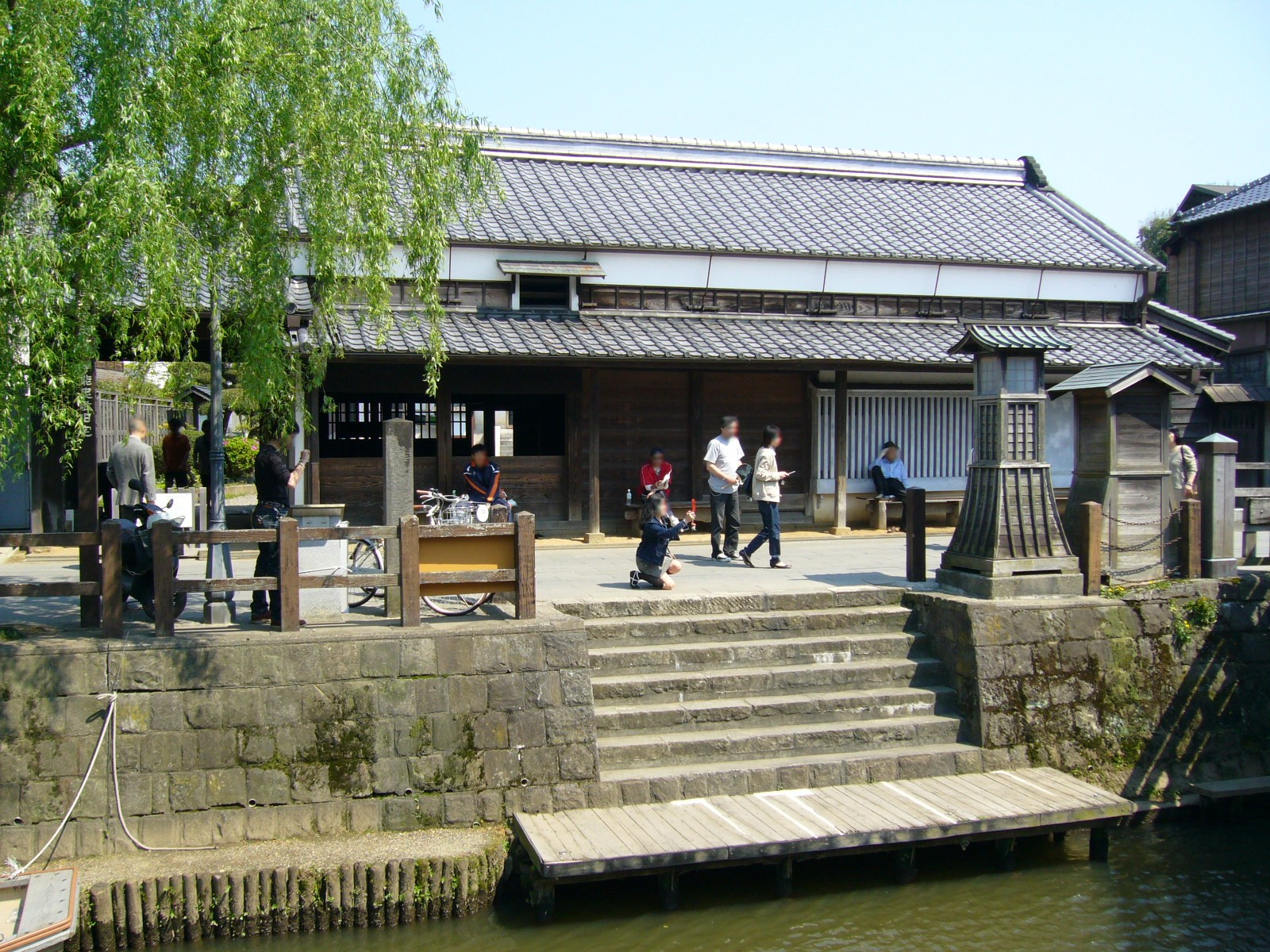
伊能忠敬舊宅（國家史蹟）

市區方向
- 小野川（日语：小野川 (千葉県)）
- 佐原之街並（日语：佐原の町並み）（水鄉（日语：水郷）之町）
- 佐原三菱館（日语：佐原三菱館）
- 樋橋（日语：樋橋）
- 伊能忠敬紀念館
- 伊能忠敬舊宅（日语：伊能忠敬旧宅）
- 水鄉佐原山車會館（日语：水郷佐原山車会館）
- 佐原町並交流館
- 佐原公園
- 千葉縣立佐原高等學校（日语：千葉県立佐原高等学校）
- 千葉縣立佐原白楊高等學校（日语：千葉県立佐原白楊高等学校）（舊・佐原女子高等學校）
- 千葉萌陽高等學校（日语：千葉萌陽高等学校）

### 北邊
市政廳方向

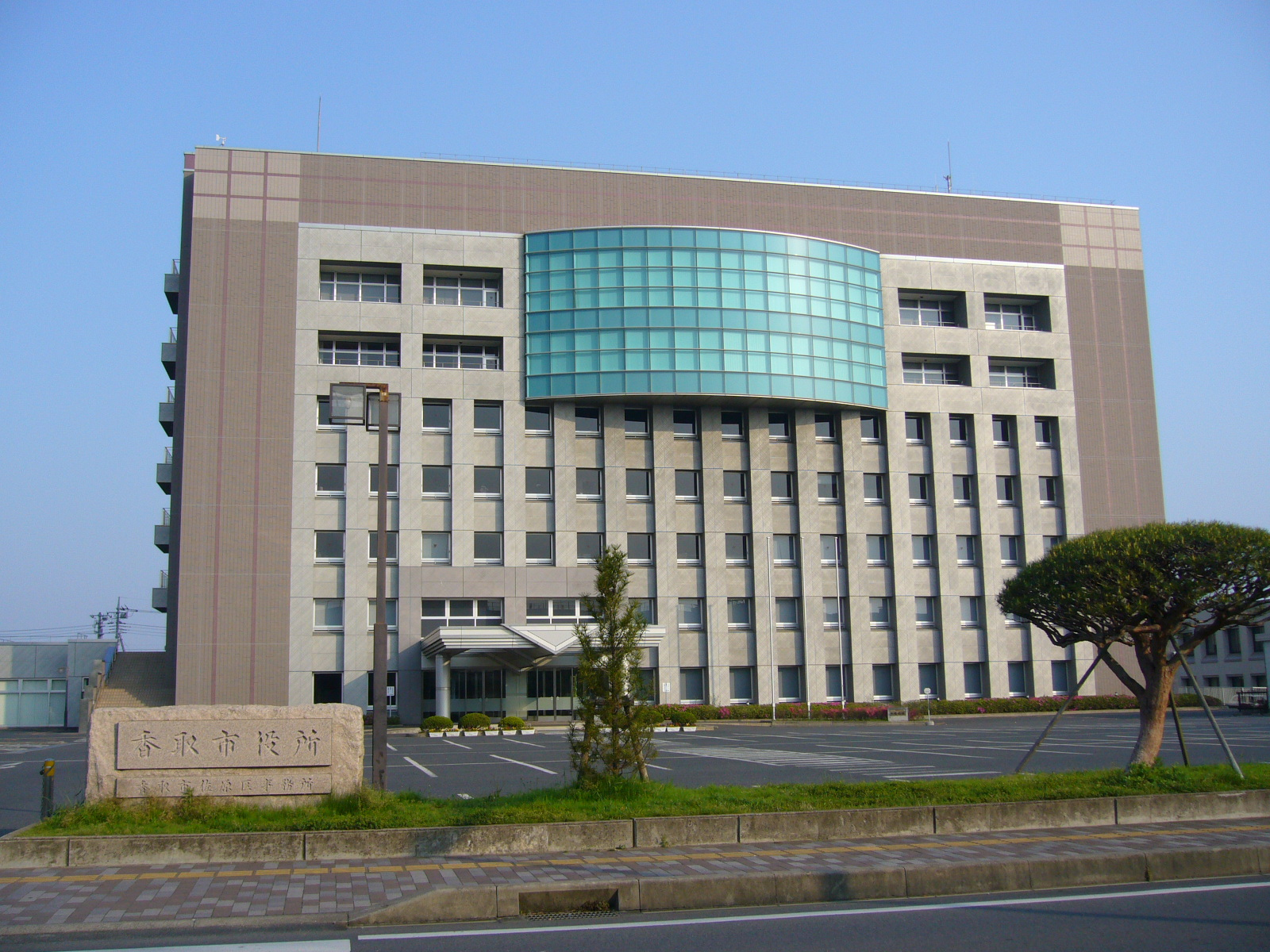
香取市政廳

- 香取市佐原社區中心（香取市民體育館、佐原中央公民館、佐原文化會館、佐原中央圖書館）
- 香取市政廳（舊·佐原市政廳）
- 千葉縣香取警署（日语：香取警察署）
- 佐原郵局（日语：佐原郵便局）
- 日本年金機構（日语：日本年金機構） 佐原年金事務所
- 佐原城（購物中心）
- 道之驛·川之驛水之鄉佐原（日语：道の駅・川の駅水の郷さわら）

## 巴士路線
| 乘車處       | 乘車處 | 系統                        | 主要途經                                                         | 目的地                                               | 巴士公司          | 備註                     |
| ------------ | ------ | --------------------------- | ---------------------------------------------------------------- | ---------------------------------------------------- | ----------------- | ------------------------ |
| 佐原站       | 1      | 栗源線                      | 縣立佐原醫院、上谷津、栗源、中央醫院前、多古仲町                 | 多古台巴士總站                                       | JR巴士關東        |                          |
| 佐原站       | 1      | 佐原、江戶崎線              | 西代、東公所前、常陸幸田（幸田車廠）、浦向                       | 江戶崎                                               | 櫻東巴士          |                          |
| 佐原站       | 1      | 佐原、江戶崎線              | 西代、東公所前、常陸幸田（幸田車廠）、光葉中央、阿波、古渡、吹上 | 江戶崎                                               | 櫻東巴士          |                          |
| 佐原站       | 1      | 佐原、江戶崎線              | 西代、東公所前、常陸幸田（幸田車廠）                             | 光葉中央                                             | 櫻東巴士          |                          |
| 佐原站       | 1      | 大倉線                      | 縣立佐原醫院、香取站、水鄉站、小見川站                           | 小見川綜合醫院                                       | 千葉交通          |                          |
| 佐原站       | 1      | 神里線                      | 縣立佐原醫院、香取神宮前、神里坂下、小見                         | 小見川站                                             | 千葉交通          |                          |
| 佐原站       | 1      | 上之台線                    | 縣立佐原醫院、上谷津、上之台                                     | 山倉                                                 | 千葉交通          |                          |
| 佐原站       | 1      | 吉岡線                      | 鳥羽、櫻田權現前、大榮分所                                       | 京成成田站                                           | 千葉交通          |                          |
| 佐原站       | 1      |                             | 白楊高校前                                                       | 佐原粉名口車廠                                       | 千葉交通          |                          |
| 佐原站       | 2      | 高速巴士麻生號              | －                                                               | 東京站日本橋出口 ※下行班次從八重洲出口JR巴士總站出發 | 關鐵紫色巴士      |                          |
| 佐原站       | 2      | 高速巴士麻生號              | 潮來站、麻生廳舍前、新鉾田站                                     | 鉾田站                                               | 關鐵紫色巴士      |                          |
| 佐原站       | 2      | 北佐原、新島路線            | 笄島中央、三島、佐原站前、縣立佐原醫院、水之鄉佐原               | 市政廳前                                             | 佐原循環巴士      | 逢星期一、二、四、五服務 |
| 佐原站       | 2      | 大戶、瑞穗路線              | 大戶站前、瑞穗台、佐原站前、縣立佐原醫院、水之鄉佐原             | 市政廳前                                             | 佐原循環巴士      | 星期六及假日暫停服務     |
| 佐原站       | 2      | 周遊路線                    | 忠敬橋、縣立佐原醫院                                             | 香取神宮                                             | 佐原循環巴士      | 星期六及假日服務         |
| 佐原站北出口 | 3      | 高速巴士 利根Liner·佐原路線 | 酒酒井高級·Outlet※只限部分班次                                   | 東京站八重洲口前                                     | 千葉交通          |                          |
| 佐原站北出口 | 3      | 高速（夜行）                | 京都站八條出口、湊町巴士總站、大阪難波                           | USJ                                                  | 千葉交通 南海巴士 |                          |

## 相鄰車站
東日本旅客鐵道（JR東日本）
■成田線
大戶－佐原－香取
■鹿島線（此站至香取站之間為成田線區間）
佐原－香取

## 注腳

### 使用狀況
1. ↑  千葉縣統計年鑑 （页面存档备份，存于）（日語） - 千葉縣
2. ↑  香取市統計書 （页面存档备份，存于） - 香取市

JR東日本2000年度以後的乘車人次
1. ↑  各駅の乗車人員（2000年度） （页面存档备份，存于）（日語） - JR東日本
2. ↑  各駅の乗車人員（2001年度） （页面存档备份，存于）（日語） - JR東日本
3. ↑  各駅の乗車人員（2002年度） （页面存档备份，存于）（日語） - JR東日本
4. ↑  各駅の乗車人員（2003年度） （页面存档备份，存于）（日語） - JR東日本
5. ↑  各駅の乗車人員（2004年度） （页面存档备份，存于）（日語） - JR東日本
6. ↑  各駅の乗車人員（2005年度） （页面存档备份，存于）（日語） - JR東日本
7. ↑  各駅の乗車人員（2006年度） （页面存档备份，存于）（日語） - JR東日本
8. ↑  各駅の乗車人員（2007年度） （页面存档备份，存于）（日語） - JR東日本
9. ↑  各駅の乗車人員（2008年度） （页面存档备份，存于）（日語） - JR東日本
10. ↑  各駅の乗車人員（2009年度） （页面存档备份，存于）（日語） - JR東日本
11. ↑  各駅の乗車人員（2010年度） （页面存档备份，存于）（日語） - JR東日本
12. ↑  各駅の乗車人員（2011年度） （页面存档备份，存于）（日語） - JR東日本
13. ↑  各駅の乗車人員（2012年度） （页面存档备份，存于）（日語） - JR東日本
14. ↑  各駅の乗車人員（2013年度） （页面存档备份，存于）（日語） - JR東日本
15. ↑  各駅の乗車人員（2014年度） （页面存档备份，存于）（日語） - JR東日本
16. ↑  各駅の乗車人員（2015年度） （页面存档备份，存于）（日語） - JR東日本
17. ↑  各駅の乗車人員（2016年度） （页面存档备份，存于）（日語） - JR東日本
18. ↑  各駅の乗車人員（2017年度） （页面存档备份，存于）（日語） - JR東日本
19. ↑  各駅の乗車人員（2018年度） （页面存档备份，存于）（日語） - JR東日本
20. ↑  各駅の乗車人員（2019年度） （页面存档备份，存于）（日語） - JR東日本

千葉縣統計年鑑
1. ↑  千葉縣統計年鑑（平成3年） （页面存档备份，存于）（日語）
2. ↑  千葉縣統計年鑑（平成4年） （页面存档备份，存于）（日語）
3. ↑  千葉縣統計年鑑（平成5年） （页面存档备份，存于）（日語）
4. ↑  千葉縣統計年鑑（平成6年） （页面存档备份，存于）（日語）
5. ↑  千葉縣統計年鑑（平成7年） （页面存档备份，存于）（日語）
6. ↑  千葉縣統計年鑑（平成8年） （页面存档备份，存于）（日語）
7. ↑  千葉縣統計年鑑（平成9年） （页面存档备份，存于）（日語）
8. ↑  千葉縣統計年鑑（平成10年） （页面存档备份，存于）（日語）
9. ↑  千葉縣統計年鑑（平成11年） （页面存档备份，存于）（日語）
10. ↑  千葉縣統計年鑑（平成12年） （页面存档备份，存于）（日語）
11. ↑  千葉縣統計年鑑（平成13年） （页面存档备份，存于）（日語）
12. ↑  千葉縣統計年鑑（平成14年） （页面存档备份，存于）（日語）
13. ↑  千葉縣統計年鑑（平成15年） （页面存档备份，存于）（日語）
14. ↑  千葉縣統計年鑑（平成16年） （页面存档备份，存于）（日語）
15. ↑  千葉縣統計年鑑（平成17年） （页面存档备份，存于）（日語）
16. ↑  千葉縣統計年鑑（平成18年） （页面存档备份，存于）（日語）
17. ↑  千葉縣統計年鑑（平成19年） （页面存档备份，存于）（日語）
18. ↑  千葉縣統計年鑑（平成20年） （页面存档备份，存于）（日語）
19. ↑  千葉縣統計年鑑（平成21年） （页面存档备份，存于）（日語）
20. ↑  千葉縣統計年鑑（平成22年） （页面存档备份，存于）（日語）
21. ↑  千葉縣統計年鑑（平成23年） （页面存档备份，存于）（日語）
22. ↑  千葉縣統計年鑑（平成24年） （页面存档备份，存于）（日語）
23. ↑  千葉縣統計年鑑（平成25年） （页面存档备份，存于）（日語）
24. ↑  千葉縣統計年鑑（平成26年） （页面存档备份，存于）（日語）
25. ↑  千葉縣統計年鑑（平成27年） （页面存档备份，存于）（日語）
26. ↑  千葉縣統計年鑑（平成28年） （页面存档备份，存于）（日語）
27. ↑  千葉縣統計年鑑（平成29年） （页面存档备份，存于）（日語）
28. ↑  千葉縣統計年鑑（平成30年） （页面存档备份，存于）（日語）
29. ↑  千葉縣統計年鑑（令和元年） （页面存档备份，存于）（日語）

## 外部連結
- 車站資訊（佐原）：東日本旅客鐵道（日語）